# Product (альбом Sophie)
Product — единственный сборник шотландской певицы и продюсера электронной музыки SOPHIE, выпущенный на лейбле Numbers 27 ноября 2015 года. Четыре из восьми треков, вошедших в релиз, ранее были представлены на синглах, выпущенных Numbers с 2013 по 2015 год. Альбом был выпущен в «футлярах с силиконовыми пузырьками», а его выход совпал с запуском линии одежды и «силиконового продукта», напоминающего секс-игрушку.
25 сентября 2019 года было объявлено, что альбом переиздается на Numbers ограниченным тиражом в оригинальном формате четырёх виниловых синглов, каждый в футляре из ПВХ.

## Список композиций
| №                   | Название                          | Длительность |
| ------------------- | --------------------------------- | ------------ |
| 1.                  | «Bipp»                            | 3:00         |
| 2.                  | «Elle»                            | 3:44         |
| 3.                  | «Lemonade»                        | 1:58         |
| 4.                  | «Hard»                            | 2:54         |
| 5.                  | «Msmsmsm»                         | 3:35         |
| 6.                  | «Vyzee»                           | 3:22         |
| 7.                  | «L.O.V.E.»                        | 3:38         |
| 8.                  | «Just Like We Never Said Goodbye» | 3:08         |
| Общая длительность: | Общая длительность:               | 25:26        |

| №                   | Название            | Длительность |
| ------------------- | ------------------- | ------------ |
| 9.                  | «Unisil»            | 2:06         |
| Общая длительность: | Общая длительность: | 27:32        |

| №                   | Название            | Длительность |
| ------------------- | ------------------- | ------------ |
| 9.                  | «Get Higher»        | 3:00         |
| Общая длительность: | Общая длительность: | 28:26        |

{{Track listing
|collapsed = yes
|headline = Делюкс-версия
|title8 = Unisil
|length8 = 2:06
|title9 = Get Higher
|length9 = 3:00
|title10 = Ooh
|length10 = 2:31
|total_length = 33:05

## Приём

### Чарты
| Чарт (2015)                             | Высшая позиция |
| --------------------------------------- | -------------- |
| США (Billboard Dance/Electronic Albums) | 23             |